# King Kong (singel Jibbs)
King Kong – drugi singel Jibbs'a z płyty Jibbs feat. Jibbs, wydany w marcu 2007. Utwór ten wykonywany jest z raperem o pseudonimie Chamillionaire. Do utworu również powstał teledysk.